# Borne (Drawsko Pomorskie)
Borne (deutsch Born) ist ein Dorf in der Woiwodschaft Westpommern in Polen. Es gehört zur Gmina Drawsko Pomorskie (Gemeinde Dramburg) im Powiat Drawski (Dramburger Kreis). 

## Geografie
Borne liegt im Nordwesten Polens. Östlich des Ortes liegt der Jezioro Ostrowiec, südöstlich des Dorfes der Jezioro Dołgie, beide etwa einen Kilometer vom Ort entfernt. In derselben Entfernung in nordwestlicher Richtung liegt der Jezioro Niecino.

## Geschichte
Vor 1945 bildete Born eine Gemeinde im Kreis Dramburg der preußischen Provinz Pommern. Zur Gemeinde gehörten auch die Wohnplätze Morgenland und Steinbeck.
1945 kam Born, wie alle Gebiete östlich der Oder-Neiße-Linie, an Polen. Der Ortsname wurde zu „Borne“ polonisiert. 
Das Dorf wurde bei Auflösung der Gmina Ostrowice (Gemeinde Wusterwitz) zum 1. Januar 2019 der Gmina Drawsko Pomorskie (Gemeinde Dramburg) zugeteilt. Das Dorf bildet ein eigenes Schulzenamt, zu dem auch die Ortschaften Jutrosin (Morgenland) und Kolno (Steinbeck) gehören.

## Entwicklung der Einwohnerzahlen
- 1925: 309[5]
- 1933: 328[5]
- 1939: 297[5]

## Kultur und Sehenswürdigkeiten
Im Dorf befindet sich die neoromanische Maximilian-Kolbe-Kirche.

## Wirtschaft und Infrastruktur
Durch das Dorf verläuft die Wojewodschaftsstraße 173 (droga wojewódzka nr 173). Diese endet im Süden nach etwa 13 Kilometern in der Kreisstadt Drawsko Pomorskie, im Norden nach etwa 20 Kilometern in Połczyn-Zdrój.
Einen Bahnanschluss besitzt der Ort nicht.
Der nächste internationale Flughafen ist der Flughafen Stettin-Goleniów, etwa 70 Kilometer westlich.